# Lintendans

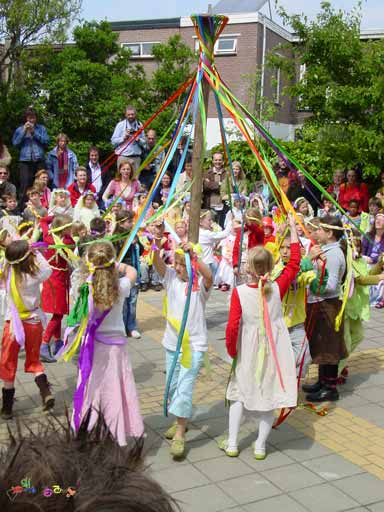
Een lintendans om een paal.

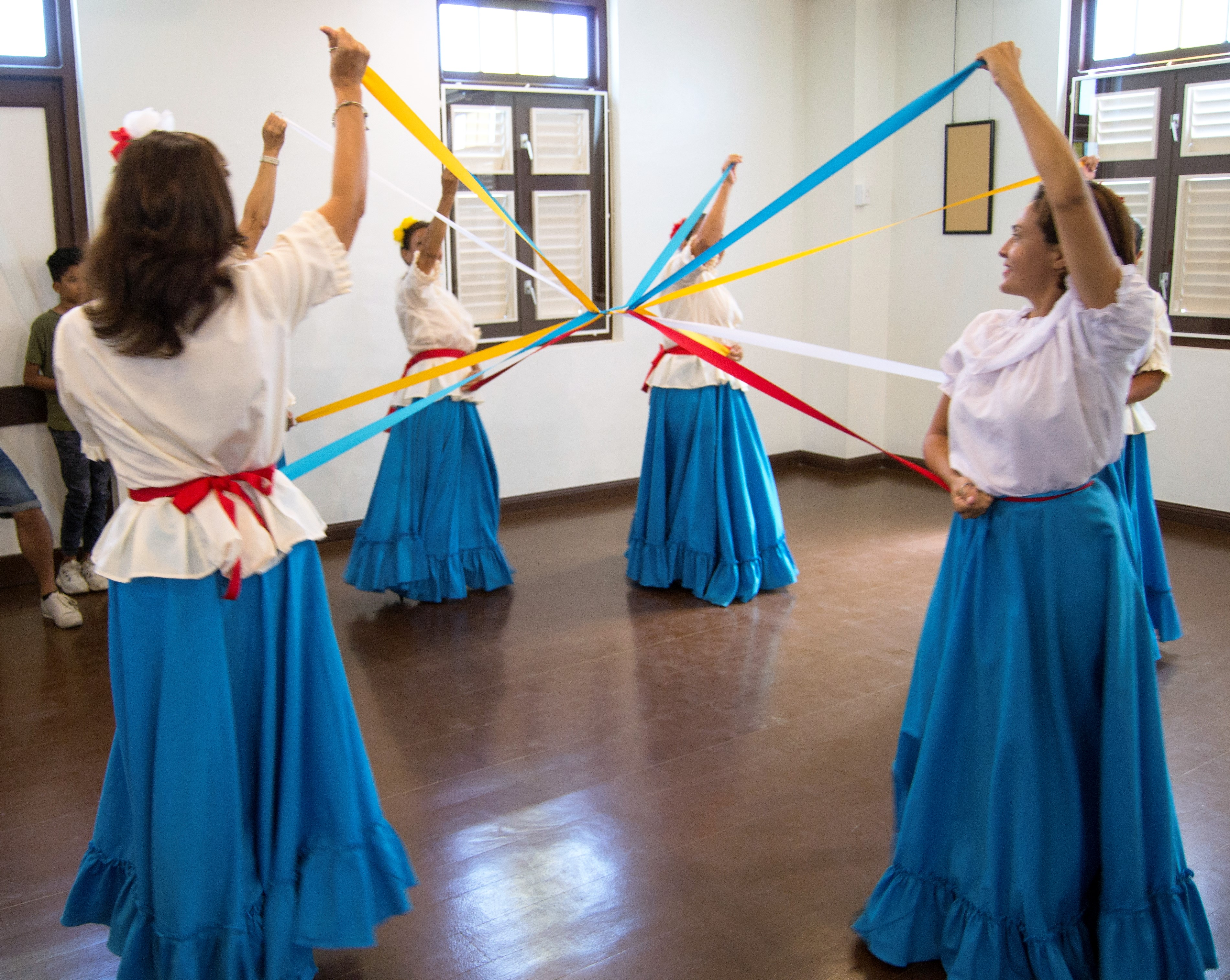
Een lintendans zonder paal.

De lintendans is een folkloristische en soms ook ceremoniële figuurdans die op vele plaatsen in de wereld wordt uitgevoerd met gebruik van linten. Dit gebeurt bijvoorbeeld bij culturele activiteiten, maar hedendaags ook voor toeristen of als een onderdeel van straattheater.
Er zijn verschillende variaties van de lintendans. Bij de originele lintendans wordt gedanst rond een metershoge paal, bijvoorbeeld een meiboom, waarbij een groep van soms meer dan dertig personen de linten al dansend rond de paal vlechten. Dit vereist een goede coördinatie van het kruislings langs elkaar passeren van de dansers. Zodra de linten tot ongeveer de helft van de paal zijn gevlochten, wordt de dans in omgekeerde volgorde uitgevoerd en worden de linten weer uit elkaar gehaald. Bij terugkeer aan het beginpunt is de dans voltooid.
Indien het niet mogelijk is om een paal te plaatsen kan de dans ook alleen met linten worden uitgevoerd. Deze variant wordt meestal door acht personen gedanst.

## Caribisch deel van het Koninkrijk der Nederlanden

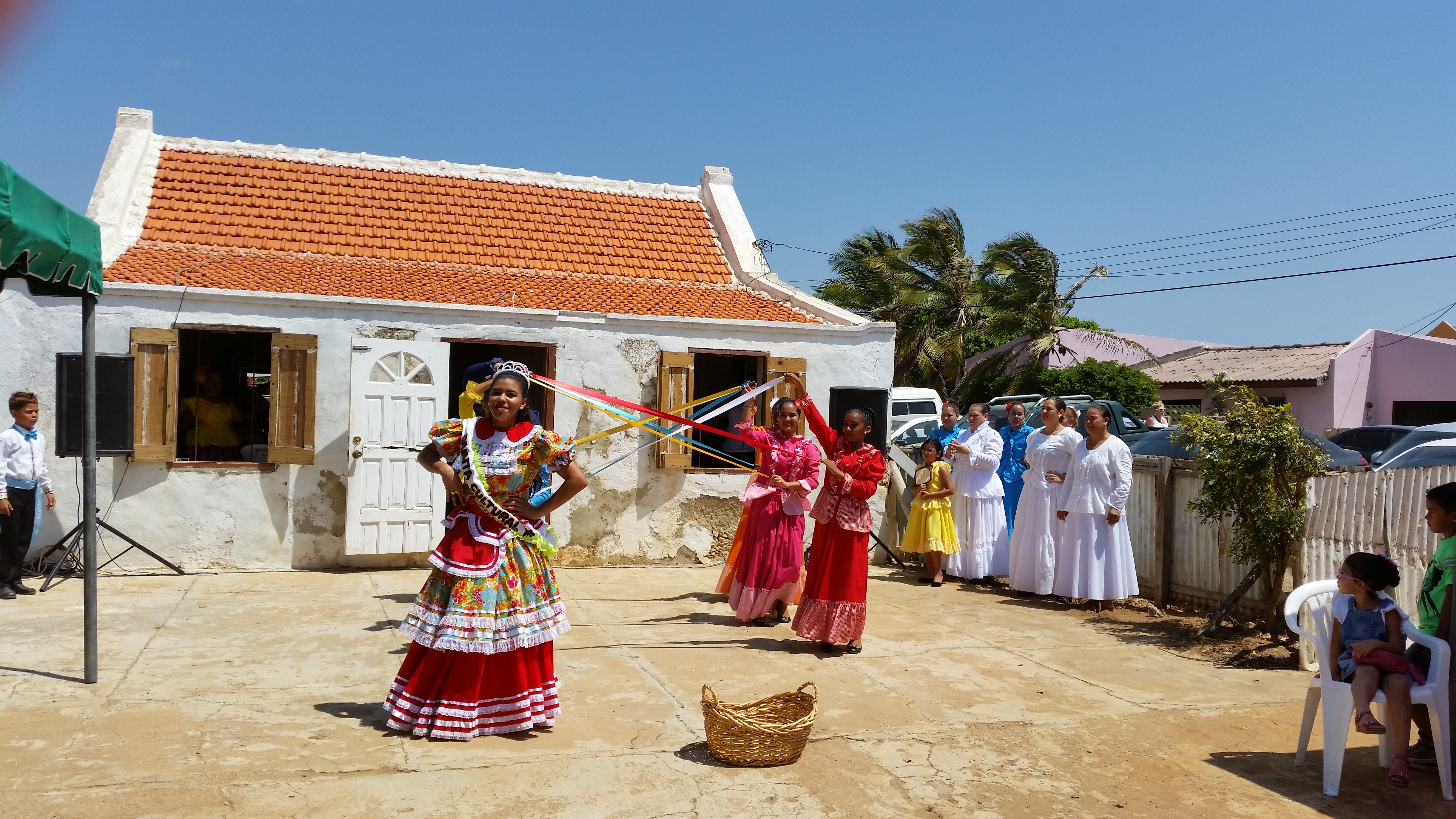
Een baile di cinta op Aruba.

De lintendans wordt op Aruba en ook elders op de Benedenwindse eilanden in het Papiaments 'baile di cinta' genoemd. De linten zijn ongeveer 3¼ meter lang met een ring aan het uiteinde die de individuele dansers vasthouden. Meestal zijn de linten in de kleuren; geel, rood, wit en blauw, die ook de kleur van de Arubaanse vlag zijn.
De lintendans kan op verschillende ritmes uitgevoerd worden, met name de danza, mazurka en wals. Verschillende folkloristische dansgroepen beoefenen lintendans en diverse dansscholen bieden de lintendans aan, net als op de lerarenopleiding Instituto Pedagogico Arubano.
Sinds het midden van de 20e eeuw werd de lintendans ter viering van de Koninginnedag opgevoerd. Inmiddels wordt lintendans veelvuldig tijdens ceremoniële activiteiten op Koningsdag (27 april) opgevoerd. Tijdens Koningsdag worden ook linten in de kleuren van de Nederlandse vlag en oranje gebruikt.

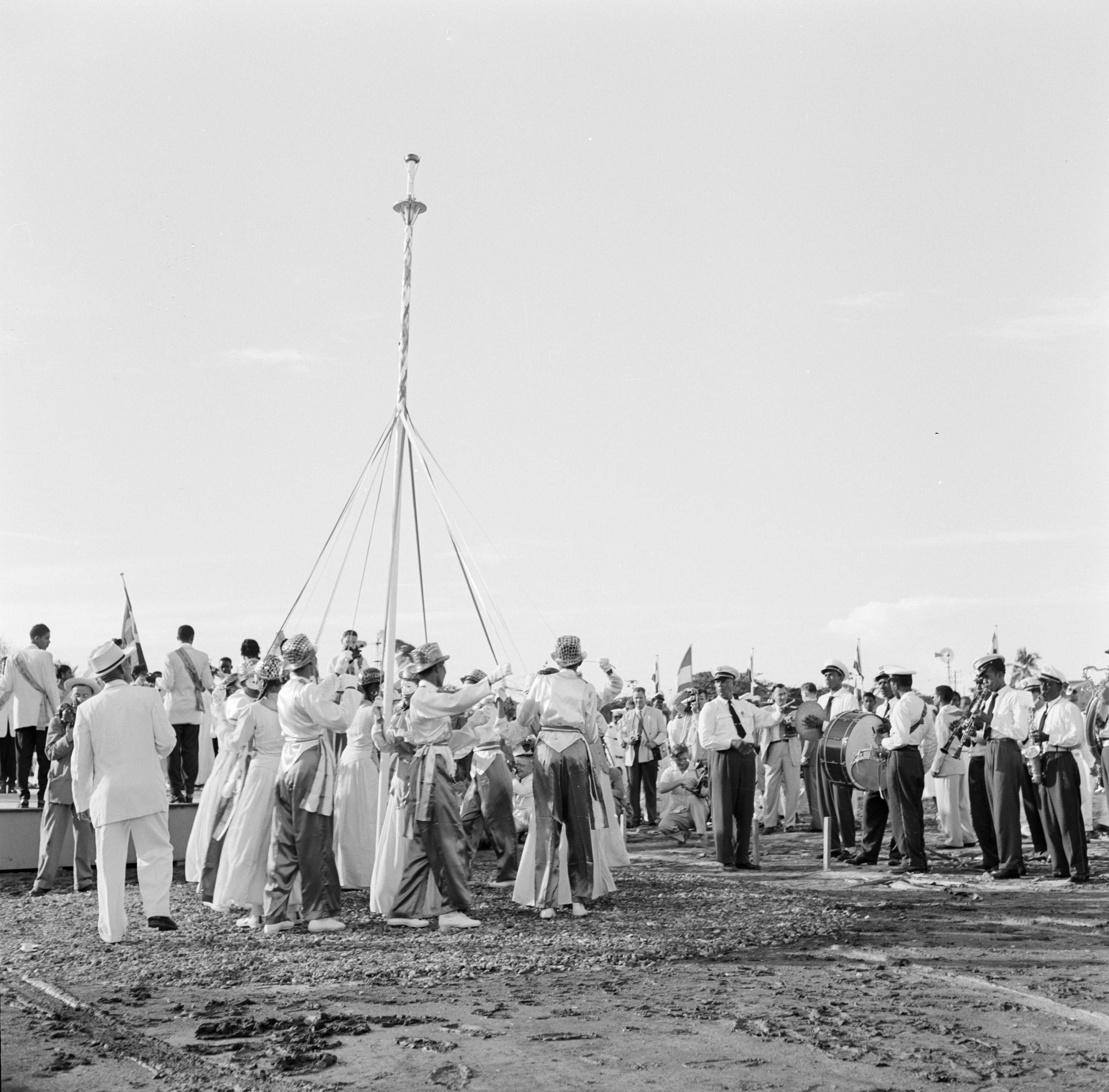
Lintendans in Barber (1955)

## Andere landen
Ook bij de Indianen van Venezuela wordt een dergelijke dans aangetroffen. De in Venezuela onder de naam 'sebucan' bekende lintendans is ook van Europese afkomst net als die in andere landen van Zuid-Amerika. De dans is derhalve waarschijnlijk door de Europeanen naar het Amerikaanse continent gebracht.
Vergelijkbaar zijn ook de 'Sellenger's Round' in Engeland en de 'baile del cordón' in Spanje, terwijl ook India een traditie van lintendansen kent.